# Pecoro
Pecoro is een bestuurslaag in het regentschap Jember van de provincie Oost-Java, Indonesië. Pecoro telt 6443 inwoners (volkstelling 2010).